# تی‌وی چوسان
تی‌وی چوسان (کره‌ای: TV조선) شرکت رسانه‌ای کره‌ای است، که در سال ۲۰۰۹ تأسیس شد.